# IQ-квартал
IQ-quarter — многофункциональный комплекс, расположенный на 11-м участке Московского международного делового центра. 
IQ-Квартал состоит из трёх башен, две из них отданы под офисы: 42-этажная площадью 44,8 тыс. м² и 33-этажная площадью 73,5 тыс. м². В третьей башне расположены 207 апартаментов.

## История
Для строительства транспортного терминала с коммерческими площадями общей площадью 228 тыс. м² на 11-м участке ММДЦ «Москва-Сити» в 2003 году была учреждена нидерландская компания Citer Invest B.V. На 1,137 га планировалось построить две офисные башни (122,45 тыс. м²) и гостиницу 4 звезды на 390 номеров. Транспортный терминал должен был связать аэропорты Шереметьево, Внуково, метро и наземный транспорт через Третье транспортное кольцо. Строительство планировалось завершить в 2011 году.
В августе 2008 года застройщик договорился с «ВТБ» о кредитовании проекта, но из-за кризиса банк не смог выделить финансирование. В результате в первом квартале 2009 года строительство остановилось. К этом времени удалось возвести лишь стену в грунте и свайное основание. Почти через год компании удалось привлечь 355 млн долларов с помощью бельгийских финансовых институтов под гарантии, которые выдал «ВТБ». В ноябре 2009 года застройщик предполагал, что сдача комплекса в эксплуатацию состоится в 2013 году. 
В апреле 2011 года 50 % плюс одна акция инвестора проекта купила компания «Галс-Девелопмент».
11 декабря 2014 года, на крыше комплекса была запланирована арт-инсталляция «Око Саурона», приуроченная к российской премьере последнего фильма из кинотрилогии «Хоббит», что вызвало возмущение представителей Русской православной церкви.
В ноябре 2016 года стало известно, что «Россельхозбанк» ведёт переговоры о покупке 33-этажной башни с арендопригодной площадью 44,3 тысячи м². Стоимость сделки оценивалась в 11,5-12 млрд рублей.
Весной 2019 года в 42-этажной башне комплекса разместились три российских министерства — Минэкономразвития, Минпромторг, Минкомсвязи, а также подчинённые им службы и агентства.

## Транспортная доступность
В пешей доступности расположены станции метро  Москва-Сити,   Деловой центр,  Деловой центр, а также станция  Москва-Сити Московского центрального кольца. В непосредственной близости от комплекса расположено Третье транспортное кольцо.

## Фотогалерея

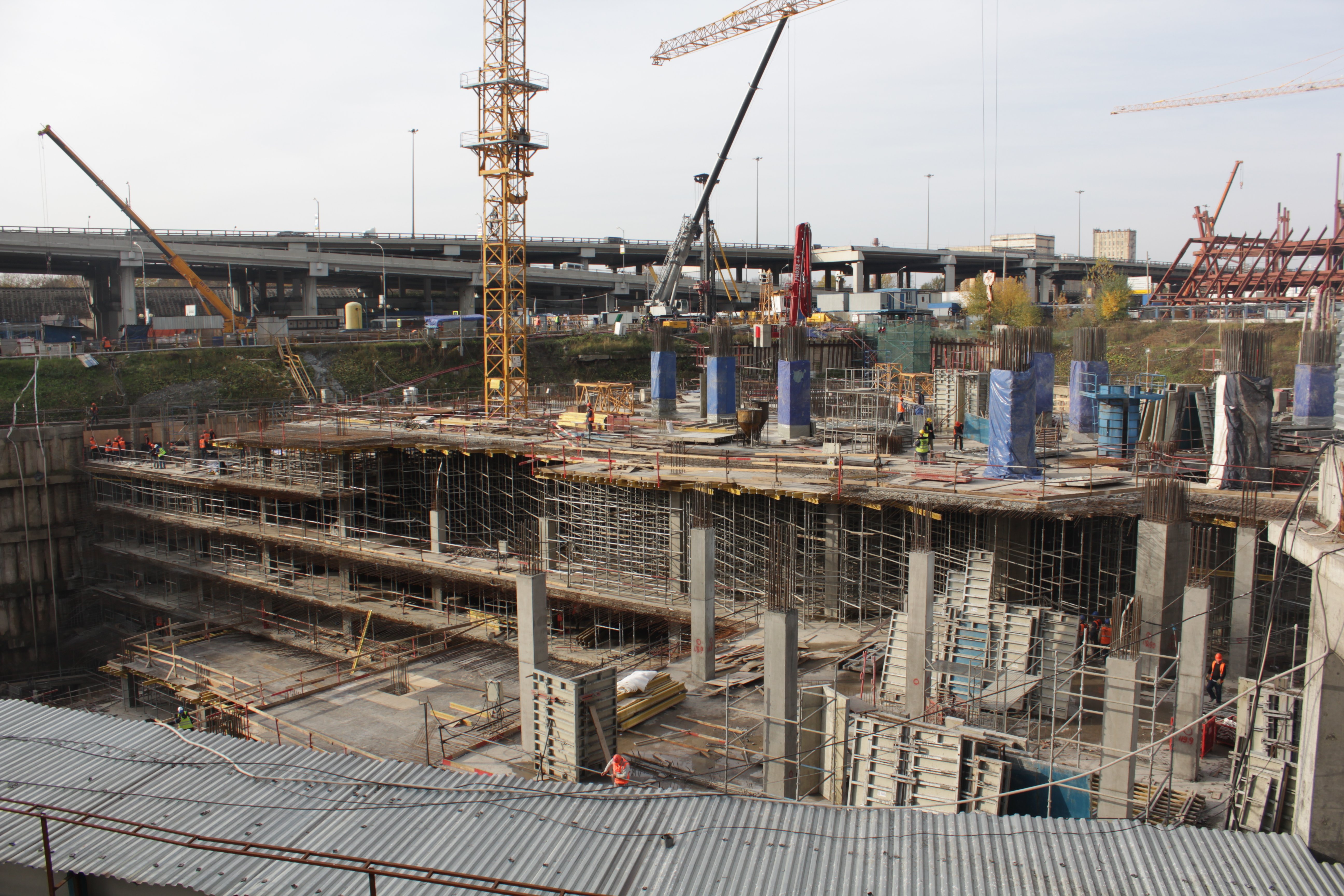
Строительство подземной части комплекса, 2012 год.
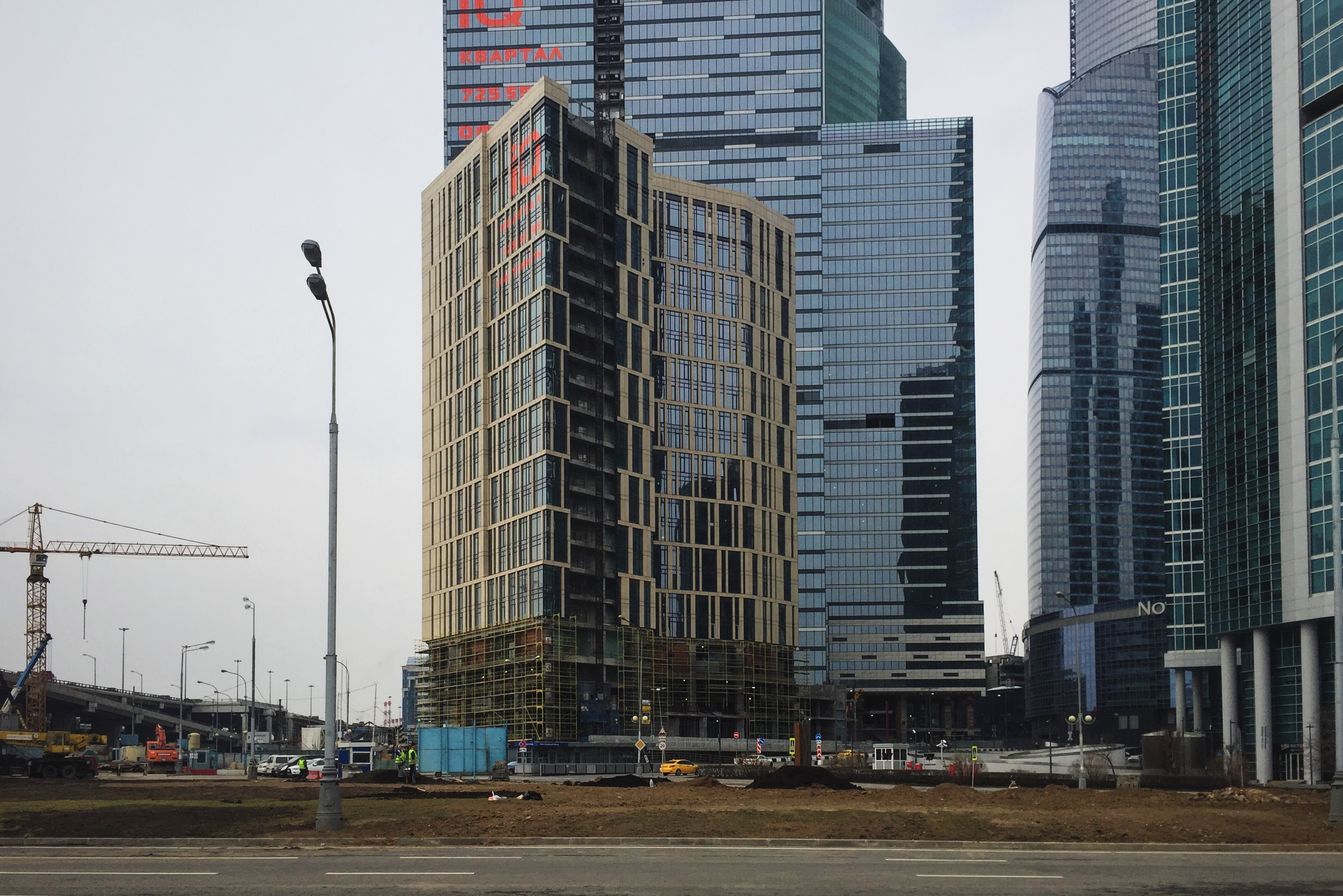
Завершение работ по отделке фасада зданий комплекса «IQ-квартал», апрель 2016 года.